# NGC 1105
NGC 1105 est une galaxie lenticulaire située dans la constellation de la Baleine. NGC 1105 a été découverte par l'astronome américain Francis Leavenworth en 1885. Cette galaxie a aussi été observée par l'astronome américain Herbert Alonzo Howe le 30 janvier 1900 et elle a été ajoutée à l'Index Catalogue sous la cote IC 1840. La galaxie NGC 1105 est parfois confondue avec la galaxie PGC 10867, entre autres sur le site de Simbad.

## Caractéristiques
Sa vitesse par rapport au fond diffus cosmologique est de 7 536 ± 34 km/s, ce qui correspond à une distance de Hubble de 111,2 ± 7,8 Mpc (∼363 millions d'al).
À ce jour, une mesure non basée sur le décalage vers le rouge (redshift) donne une distance d'environ 126,000 Mpc (∼411 millions d'al). Cette valeur est à l'extérieur mais compatible avec les valeurs de la distance de Hubble.

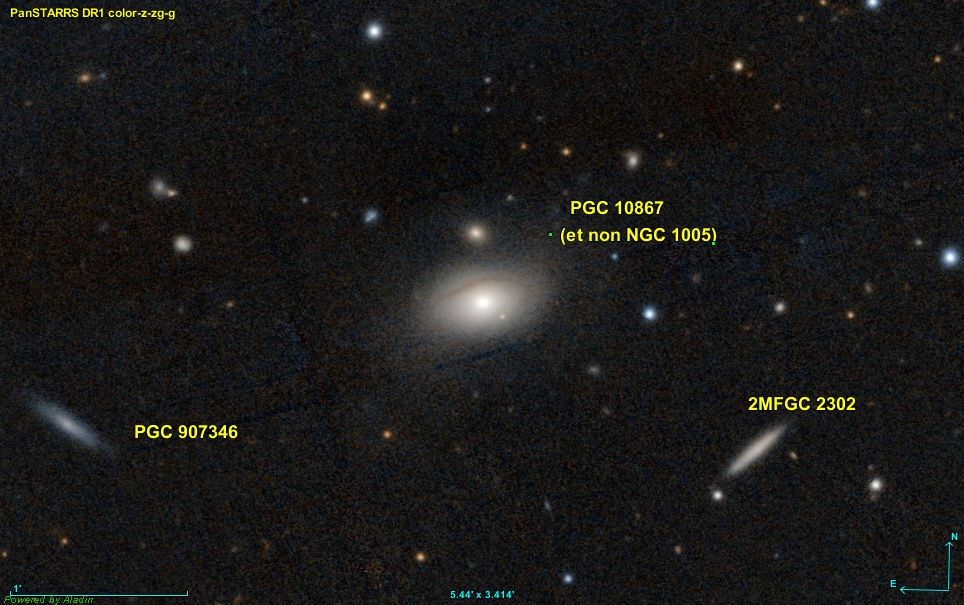
PGC 10867 n'est pas NGC 1105